# Santiago Micolta
 (juin 2019).
Santiago Micolta est un footballeur équatorien né le 26 mai 2000 à Machala. Il évolue au poste d'attaquant avec le club chilien du Deportes Unión La Calera.

## Biographie

### En sélection
Avec les moins de 17 ans, il participe au championnat sud-américain des moins de 17 ans en 2017. Lors de cette compétition, il est titulaire indiscutable et joue neuf matchs. Il s'illustre en marquant deux buts, contre le Paraguay, puis contre le Venezuela.
Par la suite, avec les moins de 20 ans, il participe au championnat sud-américain des moins de 20 ans en début d'année 2019. Lors de cette compétition, il joue quatre matchs. Il délivre une passe décisive lors de la dernière rencontre face au Venezuela. L'Équateur remporte le tournoi en enregistrant un total de six victoires.

## Palmarès
- Vainqueur du championnat sud-américain des moins de 20 ans en 2019 avec l'équipe d'Équateur des moins de 20 ans